# Valentin Tourtchine
Pour les articles homonymes, voir Tourtchine.
Valentin Fiodorovitch Tourtchine (en russe : Валенти́н Фёдорович Турчи́н), né le 14 février 1931 à Podolsk et mort le 7 avril 2010 à Oakland (New Jersey), est un physicien, cybernéticien et informaticien soviétique et américain. Il développe le langage de programmation REFAL, la théorie des transitions de métasystèmes et la notion de supercompilation. Il est un pionnier de l'intelligence artificielle et un partisan de l'hypothèse du cerveau global.

## Biographie
Tourtchine est né en 1931 à Podolsk, en Union soviétique. En 1952, il est diplômé de l'Université de Moscou en physique théorique et obtient son doctorat en 1957. Après avoir travaillé sur la physique des neutrons et de l'état solide à l'Institut de physique de l'énergie d'Obninsk, il accepte en 1964 un poste à l'Institut de mathématiques appliquées Keldych à Moscou. Là, il travaille sur les méthodes de régularisation statistique et est l'auteur de REFAL, l'un des premiers langages d'IA et le langage d'IA de choix en Union soviétique.
Dans les années 1960, Tourtchine est politiquement actif. À l'automne 1968, il rédige la brochure L'inertie de la peur, qui est assez largement diffusée en samizdat, l'écriture commence à être diffusée sous le titre L'inertie de la peur : socialisme et totalitarisme à Moscou à partir de 1976. À la suite de sa publication dans la presse clandestine, il perd son poste en laboratoire de recherche. En 1970, il est l'auteur de "Le phénomène de la science", une grande méta-théorie cybernétique de l'évolution universelle, qui élargit et approfondit le livre précédent. En 1973, Tourtchine fonde la section moscovite d'Amnesty International avec Andreï Tverdokhlebov et travaille en étroite collaboration avec le célèbre physicien et dissident soviétique Andreï Sakharov. En 1974, il perd son poste à l'Institut et est persécuté par le KGB. Face à une peine d'emprisonnement presque certaine, lui et sa famille sont contraints de quitter l'Union soviétique en 1977.
Il se rend à New York, où il rejoint la faculté de la City University of New York en 1979. En 1990, avec Cliff Joslyn et Francis Heylighen, il fonde le Principia Cybernetica Project , une organisation mondiale consacrée au développement collaboratif d'une philosophie évolutionnaire-cybernétique. En 1998, il cofonde la start-up logicielle SuperCompilers, LLC. Il prend sa retraite de son poste de professeur d'informatique au City College en 1999. Résident d'Oakland, New Jersey il y est décédé le 7 avril 2010.
Il a deux fils nommés Piotr Tourtchine et Dmitri Tourtchine. Piotr Tourtchine est un spécialiste de la dynamique des populations et de la modélisation mathématique de la dynamique historique.

## Travaux
Le noyau du travail scientifique de Tourtchine est le concept de la transition métasystémique, qui désigne le processus évolutif par lequel des niveaux supérieurs de contrôle émergent dans la structure et la fonction du système.
Tourtchine utilise ce concept pour fournir une théorie globale de l'évolution et une théorie cohérente des systèmes sociaux, pour développer un système philosophique et éthique cybernétique complet et pour construire une base constructiviste pour les mathématiques.
En utilisant le langage REFAL, il implémente un supercompilateur, une méthode unifiée de transformation et d'optimisation de programme basée sur une transition de métasystème.

## Principales publications
- Valentin F. Turchin, The Phenomenon of Science, New York, Columbia University Press, 1977 (ISBN 978-0-231-03983-3, lire en ligne)
- Sakharov, Andrei, Turchin, Valentin et Medvedev, Roy, « The need for democratization », The Saturday Review,‎ 6 juin 1970, p. 26–27
- Sakharov, Andrei, Turchin, Valentin et Medvedev, Roy, « An open letter », Survey,‎ été 1970, p. 160–170
- Valentin F. Turchin, « Why you should boycott the Russians », Nature, vol. 273, no 5660,‎ mai 1978, p. 256–257 (DOI 10.1038/273256a0, Bibcode 1978Natur.273..256T, S2CID 4222713)
- Valentin F. Turchin, « Boycotting the Soviet Union », Bulletin of the Atomic Scientists, vol. 34, no 7,‎ septembre 1978, p. 7–11 (DOI 10.1080/00963402.1978.11458530, Bibcode 1978BuAtS..34g...7T)
- (ru) Турчин, Валентин, Инерция страха: социализм и тоталитаризм, New York, 2,‎ 1978 (lire en ligne)
- Turchin, Valentin et Handle, Philip, « Boycott Helsinki meeting », Physics Today, vol. 33, no 1,‎ janvier 1980, p. 11 (DOI 10.1063/1.2913894, Bibcode 1980PhT....33a..11T)
- Turchin, Valentin, « From Helsinki to Hamburg », Science, vol. 207, no 4426,‎ 4 janvier 1980, p. 8 (DOI 10.1126/science.6444253, JSTOR 1683174, Bibcode 1980Sci...207....8T)
- Valentin F. Turchin, The Inertia of Fear and the Scientific Worldview, New York, Columbia University Press, 1981 (ISBN 978-0-231-04622-0)
- Turchin, Valentin, « Orlov in exile », Physics Today, vol. 38, no 7,‎ juillet 1985, p. 9 (DOI 10.1063/1.2814623, Bibcode 1985PhT....38g...9T)
- Valentin F. Turchin, « The concept of a supercompiler », ACM Transactions on Programming Languages and Systems, vol. 8, no 3,‎ juillet 1986, p. 292–325 (DOI 10.1145/5956.5957, S2CID 8403840)
- Valentin F. Turchin, « A constructive interpretation of the full set theory », Journal of Symbolic Logic, vol. 52, no 1,‎ mars 1987, p. 172–201 (DOI 10.2307/2273872, JSTOR 2273872, S2CID 2205937)
- Valentin F. Turchin, « On cybernetic epistemology », Systems Research, vol. 10, no 1,‎ 1993, p. 1–28 (DOI 10.1002/sres.3850100102)
- Turchin, « The Cybernetic Ontology of Action », Kybernetes, vol. 22, no 2,‎ 1993, p. 10–30 (DOI 10.1108/eb005960, CiteSeerx 10.1.1.359.6176, lire en ligne)
- Turchin, « A dialogue on metasystem transition », World Futures, vol. 45, no 1,‎ 1995, p. 5–57 (DOI 10.1080/02604027.1995.9972553, CiteSeerx 10.1.1.214.9001, lire en ligne)
- Refal-5: Programming Guide and Reference Manual, New England Publishing Co. Holyoke MA, 1989
- Principia Cybernetica Web (as editor, together with F. Heylighen and C. Joslyn) (1993–2005)